# Wardner (Idaho)
Wardner es una ciudad ubicada en el condado de Shoshone en el estado estadounidense de Idaho. En el Censo de 2010 tenía una población de 188 habitantes y una densidad poblacional de 84,8 personas por km².

## Geografía
Wardner se encuentra ubicada en las coordenadas 47°31′9″N 116°8′7″O / 47.51917, -116.13528. Según la Oficina del Censo de los Estados Unidos, Wardner tiene una superficie total de 2.22 km², de la cual 2.22 km² corresponden a tierra firme y (0%) 0 km² es agua.

## Demografía
Según el censo de 2010, había 188 personas residiendo en Wardner. La densidad de población era de 84,8 hab./km². De los 188 habitantes, Wardner estaba compuesto por el 95.21% blancos, el 0% eran afroamericanos, el 1.06% eran amerindios, el 1.6% eran asiáticos, el 0% eran isleños del Pacífico, el 0.53% eran de otras razas y el 1.6% pertenecían a dos o más razas. Del total de la población el 2.66% eran hispanos o latinos de cualquier raza.